# Kriegerdenkmal Knapendorf

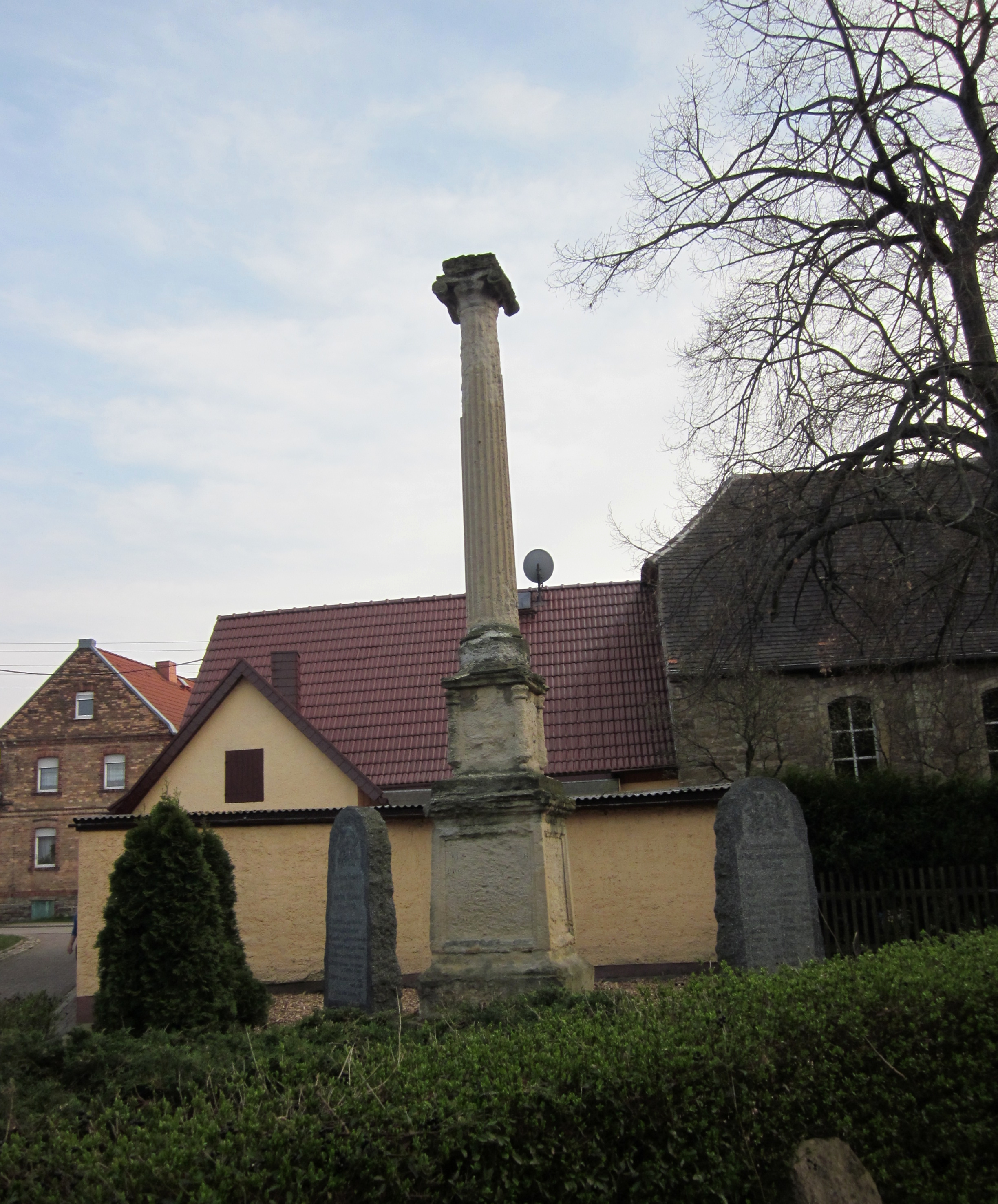
Kriegerdenkmal Knapendorf, 2014

Das Kriegerdenkmal Knapendorf ist eine Gedenkstätte in Knapendorf. Es befindet sich in der Einheitsgemeinde Schkopau im Saalekreis in Sachsen-Anhalt. Die Gedenkanlage steht als Baudenkmal unter Denkmalschutz und ist im Denkmalverzeichnis mit der Erfassungsnummer 094 20368 eingetragen.

## Lage
Das Denkmal befindet sich auf einer Verkehrsinsel in der Mitte des Dorfes nördlich der Dorfkirche Knapendorf auf dem ehemaligen Kirchhof. Es besteht aus einer Säule auf einem Postament und zwei weiteren Gedenksteinen. 

## Geschichte
Das ursprüngliche Denkmal wurde für die Teilnehmer des Deutsch-Französischen Krieges errichtet. Nach dem Ersten Weltkrieg wurden zwei Gedenksteine ergänzt, die an die Gefallenen dieses Krieges erinnern.
Aus den Aufzeichnungen von Friedrich Emil Wienbeck – Pfarrer von Bündorf von bis 1893 – ist überliefert, dass sich ein Teil der Einwohner weigerte, das Denkmal zu finanzieren, weshalb man unter anderem die Inschrift Errichtet von den Interessenten aufbrachte. Zudem wurde im 19. Jahrhundert an dem Sonntag, der dem Sedantag näher lag, ein Kinderfest gefeiert, bei dem die Kinder „große Geschenke“ erhielten und abends ein Lampionumzug stattfand, der mit einer Rede des Pfarrers am Kriegerdenkmal endete.

## Beschreibung
Auf einem Postament mit Gesims steht eine ionische Säule. Der untere Bereich des Postaments enthielt die Textfelder, den oberen Bereich flankieren vier kleine Blendsäulen, die an den Ecken eingearbeitet wurden und somit zur Scheinarchitektur gehören, da sie keine tragende Funktion für die darüber liegende Sockelplatte der Hauptsäule besitzen. Ein ähnlich klassizistisch gestaltetes Denkmal findet sich im Stadtpark Mücheln. Es wird von einem Adler bekrönt, der sich in Knapendorf aber nicht erhalten hat. Die Gedenksteine für den Ersten Weltkrieg wurden links und rechts des Hauptdenkmals aufgestellt und als aufrecht stehende Platten gestaltet.